# Eis- und Schwimmstadion Köln
Das Eis- und Schwimmstadion Köln war eine kombinierte Anlage aus Eisstadion und Freibad im inneren Kölner Grüngürtel. Sie wurde von der Linde AG als Demonstrationsanlage für ihre Wärme- und Kältetechnik erbaut und betrieben. 
Das Stadion war die Heimspielstätte der Kölner Haie in der Eishockey-Bundesliga und des DEL-Vereins und wurde so als Eisstadion an der Lentstraße bekannt.

## Geschichte
Das Eis- und Schwimmstadion Köln wurde am 12. Dezember 1936 eröffnet. Im gleichen Jahr wurde auch der Kölner Eisklub gegründet, der mit seinen Abteilungen Eishockey, Eiskunstlauf und Eisschnelllauf wichtigster Benutzer des Stadions war. Bis 1964 war das Stadion, das 7.200 Zuschauern Platz bot, nicht überdacht. 1955 fanden hier Spiele der Eishockey-Weltmeisterschaft statt, 1956 und 1978 die deutsche Meisterschaft im Eiskunstlauf. Um- und Ausbauten gab es 1960, 1964, 1968 und 1975. 
Nach seiner Abspaltung vom Kölner EK im Jahre 1972 trug die Bundesligamannschaft der Kölner Haie ihre Heimspiele im Stadion an der Lentstraße aus und feierte hier sieben Meisterschaften. Im Oktober 1998 zogen die Haie für ihre Heimspiele in die neu eröffnete, größere und modernere Kölnarena (heute Lanxess Arena) in den Stadtteil Deutz um, trainierten aber weiterhin an der Lentstraße. Als zwei Jahre später auch die neue Trainingshalle (Kölnarena 2) der Haie schräg gegenüber der Kölnarena fertiggestellt wurde, verließ der KEC das Eisstadion an der Lentstraße vollständig.
Weitere Veranstaltungen im Eisstadion waren unter anderem die Mayday 1992 mit mehr als 15.000 Besuchern und der Drehort eines Tatort-Films 2004.
Das Eisstadion wurde zuletzt hauptsächlich für den öffentlichen Eislaufbetrieb genutzt. Zum 1. Januar 2007 ging es von der Kölner Sportstätten GmbH an die KölnBäder GmbH über.

## Abriss und Neubau
Am 15. März 2007 wurde die Eishalle, deren Dach aus Holzbindern konstruiert war, wegen Einsturzgefahr geschlossen (siehe dazu auch Eislaufhalle Bad Reichenhall). Der Gebäudekomplex wurde von Juni bis September 2008 abgerissen. 
Im Mai 2009 wurde mit dem Neubau einer kombinierten Eis- und Schwimmhalle sowie eines Freibades und damit der Bau einer deutschlandweit einmaligen, im ersten Obergeschoss gelegenen, Eis-Hochbahn begonnen. Am 1. Oktober 2011 wurde die Eishochbahn, die Eisfläche und das Hallenschwimmbad unter dem Namen Lentpark eröffnet.